# ديفيد برات (لاعب كريكت)
ديفيد برات (20 يوليو 1938 في المملكة المتحدة - ) (بالإنجليزية: David Pratt)‏ هو لاعب كريكت بريطاني. لعب مع نادي مقاطعة ورسسترشاير للكريكيت ‏ ونادي مقاطعة نوتنغهامشير للكريكت ‏ وCombined Services cricket team ‏.

## وصلات خارجية
- ديفيد برات على موقع إي آس بي آن كريك إنفو (الإنجليزية)